# Ribeirão dos Índios (ort)
Ribeirão dos Índios är en ort i Brasilien.   Den ligger i kommunen Ribeirão dos Índios och delstaten São Paulo, i den södra delen av landet, 800 km sydväst om huvudstaden Brasília. Ribeirão dos Índios ligger 389 meter över havet och antalet invånare är 2 187.
Terrängen runt Ribeirão dos Índios är platt. Närmaste större samhälle är Santo Anastácio, 2,5 km söder om Ribeirão dos Índios. 
Trakten runt Ribeirão dos Índios består i huvudsak av gräsmarker. Runt Ribeirão dos Índios är det glesbefolkat, med 10 invånare per kvadratkilometer.